# Robert Blick
Robert Blick (* 9. November 1967 in Hamburg) ist ein deutsch-US-amerikanischer Physiker und Direktor des Center for Hybrid Nanostructures (CHyN) und war lange Zeit auch Direktor des Instituts für Nanostruktur- und Festkörperphysik (ehem. Institut für Angewandte Physik) an der Universität Hamburg.

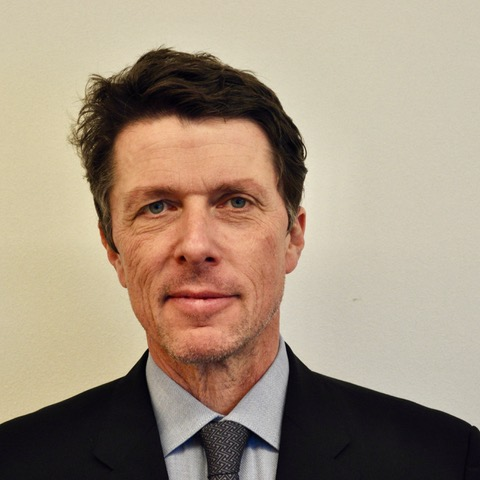

## Leben und Wirken
Blick machte 1987 sein Abitur. Anschließend studierte er im Hauptfach Physik und in den Nebenfächern Chemie und Mathematik an der Johann Wolfgang Goethe-Universität in Frankfurt am Main, gefördert durch die Studienstiftung des Deutschen Volkes. Sein Diplom in Frankfurt legte er 1992 mit Auszeichnung ab. Seine Promotion am Max-Planck-Institut für Festkörperphysik der Universität Stuttgart in der Gruppe des Nobelpreisträgers Prof. Klaus von Klitzing schloss er 1996 mit der Auszeichnung summa cum laude ab. Von der Max-Planck-Gesellschaft erhielt er für seine Promotion die mit einem Forschungspreis verbundene Otto-Hahn-Medaille.
1996 und 1997 war er wissenschaftlicher Mitarbeiter am California Institute of Technology in Pasadena in der Gruppe des US-amerikanischen Experimentalphysikers und Nanowissenschaftlers Michael Roukes. Von 1998 bis 2002 arbeitete Blick als Assistent in der Gruppe von Jörg Kotthaus an der Ludwig-Maximilians-Universität München und habilitierte dort über Halbleiter-Nanostrukturen. Ab 2003 war er Gastprofessor für Elektrotechnik und Informatik an der University of Wisconsin-Madison in den USA, von 2006 bis 2013 hielt er dort die „Matthias“-Stiftungsprofessur. 2007 verbrachte er einen Forschungsaufenthalt an der Universität Tokio.
2012 wurde Blick Direktor sowohl des damals neu gegründeten Center for Hybrid Nanostructures (CHyN) als auch des Instituts für Nanostruktur- und Festkörperphysik der Universität Hamburg. Von 2012 bis 2018 plante, organisierte und überwachte er von wissenschaftlicher Seite den Neubau des Center für Hybrid Nanostructures.

## Auszeichnungen
- 2012: Ernennung zum Fellow der American Physical Society[6]
- 1996–1997: Feodor Lynen-Forschungsstipendium der Alexander von Humboldt Stiftung[7]
- 1996: Otto-Hahn-Medaille der Max-Planck-Gesellschaft für herausragende Leistungen in der Promotion[8]